# Височанська сільська рада (Охтирський район)
Височа́нська сільська́ ра́да — колишній орган місцевого самоврядування в Охтирському районі Сумської області. Адміністративний центр — село Високе.

## Загальні відомості
- Населення ради: 1 670 осіб (станом на 2001 рік)

## Населені пункти
Сільській раді були підпорядковані населені пункти:
- с. Високе
- с. Вербове
- с. Веселий Гай
- с. Кудряве

## Склад ради
Рада складалася з 16 депутатів та голови.
- Голова ради: Івах Олексій Михайлович

### Керівний склад попередніх скликань
| Прізвище, ім'я, по батькові | Основні відомості                                                 | Дата обрання | Дата звільнення |
| --------------------------- | ----------------------------------------------------------------- | ------------ | --------------- |
| Шульга Іван Семенович       | Сільський голова, 1953 року народження, безпартійний              | 26.03.2006   | 31.10.2010      |
| Івах Олексій Михайлович     | Сільський голова, 1950 року народження, освіта вища, безпартійний | 31.10.2010   |                 |

Примітка: таблиця складена за даними сайту Верховної Ради України